# شیخ معروف نودهی
شیخ معروف نودهی (به کردی: شێخ مارفی نۆدێ) (زاده: ۱۷۵۳ - درگذشت: ۱۸۳۸) با نام کامل سید محمد مشهور به معروف پسر سید مصطفی پسر سید احمد، عالم مسلمان، شاعر کرد اهل سلیمانیه در کردستان عراق، پدر احمد سلیمانی، پدربزرگ شیخ سعید و جد شیخ محمود برزنجی است. از آثار مشهور او می‌توان به فرهنگ کردی-عربی احمدی است که به صورت شعر برای کاک احمد شیخ (احمد سلیمانی) نوشته است. مولوی کرد نیز یکی از شاگردان شیخ معروف است.